# Haus Bamenohl
Haus Bamenohl ist ein Schloss im Ort Bamenohl, Gemeinde Finnentrop, Kreis Olpe in Nordrhein-Westfalen.

## Geschichte

### 14. Jahrhundert
Erste Besitzer des Hauses Bamenohl war vermutlich die Familie von Hundem genannt Pepersack. Durch Heirat kam die Familie von Heygen in den Besitz von Bamenohl. Am 5. März 1324 wird Bawenole inferiore erstmals urkundlich erwähnt: Herbord Vogt von Heyen überlässt dem Grafen Wilhelm von Arnsberg seinen Eigenhörigen Conradum (Konrad), den Sohn des Theoderici von Adorpe und erhält dafür im Tausch den Gobelinus de Bawenole inferiore (Nieder-Bamenohl). Dabei muss es sich nicht zwingend um das heutige Schloss gehandelt haben, allerdings sprechen Kellergewölbe und die bis zu zwei Meter dicken Mauern für eine Errichtung im 14. oder 15. Jahrhundert. Zu dieser Zeit gab es auch schon eine Kapelle, die erstmals in einer Urkunde aus dem Jahr 1362 erwähnt wird und der heiligen Maria und Johannes Ev. geweiht war.
1379 wird das huyss zu Babenole ein weiteres Mal erwähnt: Mit seinen Brüdern schwor Heidenreich van Heyen damals dem Erzbischof von Köln Friedrich III. von Saarwerden Fehdeverzicht (sogenannte Urfehde) und erklärte Haus und den hoff zu Overenbabenole zum Offenhaus. Das Haus Bamenohl hatte zu dieser Zeit das Patronat über die Kirchen St. Jakobus in Elspe und St. Hippolytus in Helden.
Bereits im 14. Jahrhundert stand in Bamenohl ein Freistuhl: 1395 erwarb Ruprecht II., Pfalzgraf bei Rhein, gegen jährliche Zahlung von 30 rheinischen Gulden Besitzrechte am Schloss und dem freien Stuhl Bamelen. Im selben Jahr verklagten Wilhelm Vogt von Elspe, Heinrich von Dusendschuren und Heineman von Heyen die Stadt Frankfurt am freien Stuhl vor der Feste zu Babenole zwischen den zwei Brücken, weil deren Söldner zwei Kirchen und Kirchhöfe zerstört hätten.

### 15. bis 17. Jahrhundert

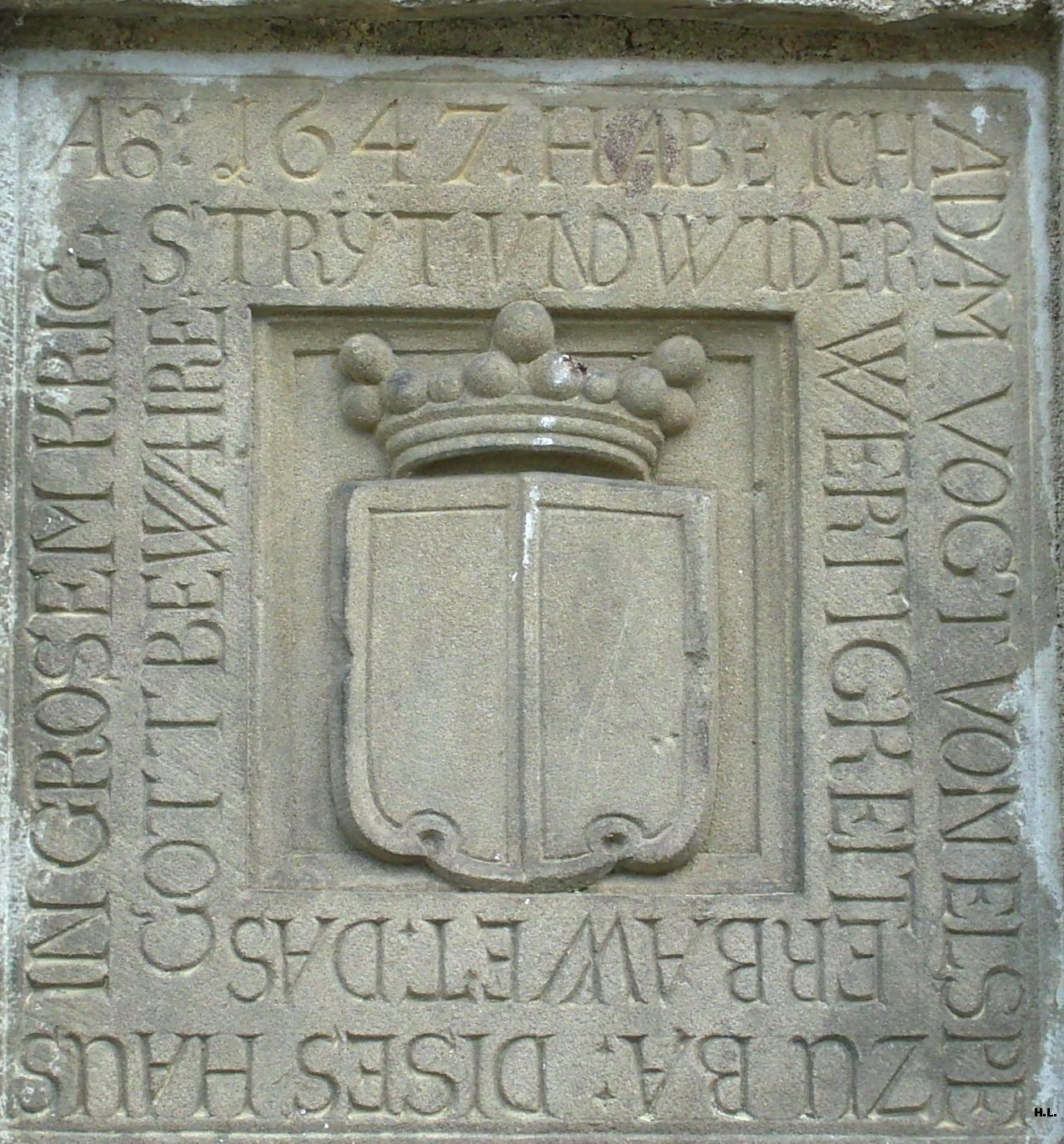
Steinplatte am Ostflügel

Im weiteren Erbgang kam um 1433 erstmals die Familie von Plettenberg in den (Mit-)Besitz von Haus Bamenohl. 1471 waren die Gebrüder Wilhelm und Johann Vogt von Elspe, Heidenreich von Plettenberg und Noldeke von Berninghausen gemeinsam Besitzer von Sloße Babenelle. Weitere Mitbesitzer waren die Herren von Dünschede.
1452 schlichteten der Pfalzgraf Casimir und der Trierer Erzbischof Jakob I. von Sierk einen Händel vor dem Freistuhl zu Bamenohl.
Nach Erbteilung 1474 und Verkauf waren zu Anfang des 16. Jahrhunderts die Familien von Plettenberg und Vogt von Elspe mit je einem halben Anteil Eigentümer von Bamenohl. Im 16. Jahrhundert wurde der Besitz in ein Unteres und ein Oberes Haus geteilt, orientiert am Lauf der Lenne, die hier von Süden nach Norden fließt. Zum Unteren Haus gehörte das heutige Schloss, das Obere Haus befand sich nur wenige Meter südwestlich davon, getrennt durch einen Wassergraben.
1580 erbte Bernhard Vogt von Elspe zu Borghausen das Untere Haus und verlegte seinen Wohnsitz dorthin.
1647 erbaute Adam Vogt von Elspe ein Nebengebäude zum Unteren Haus, den heutigen Seitenflügel, in GROSEM KRIG STRYT UND WIDERWERTIGKEIT, wie es auf einer Steinplatte heißt. Dieser Bau konnte zum Ausgang des Dreißigjährigen Krieges nur gelingen, weil die Familie im Besitz mehrerer Schutzbriefe war, die das Haus vor Raub und Plünderung verschonten. Im gleichen Jahr wurde der Nachfolgebau der Kapelle errichtet, die St.-Albinus-Kapelle. Sie wurde 1927 wegen Baufälligkeit abgebrochen.

### 18. Jahrhundert

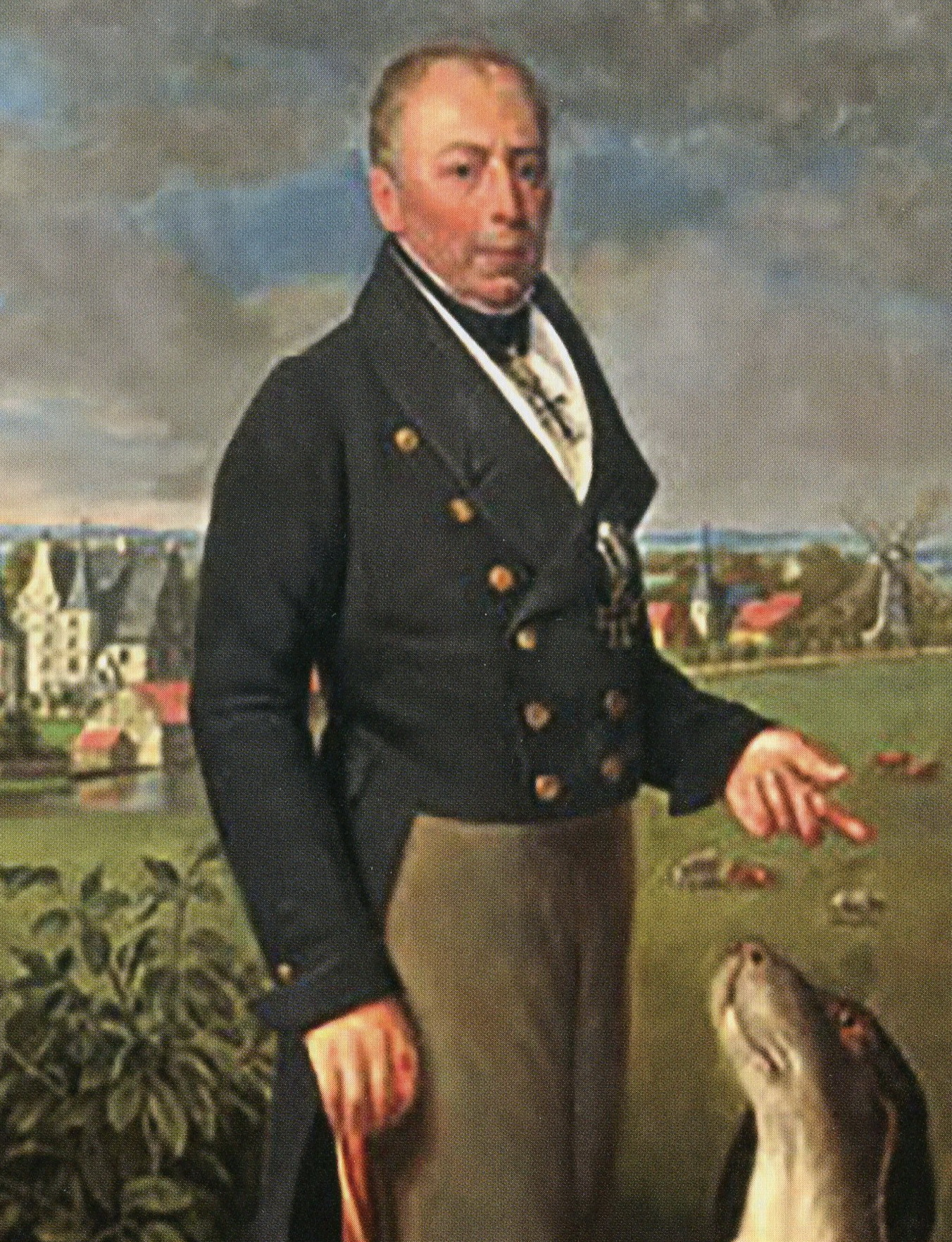
Karl Wilhelm Georg von Plettenberg-Heeren, ab 1805 von Bodelschwingh-Plettenberg

1755 gehörte Bamel dem Amt Waldenburg und dem Kirchspiel Elspe an. Nachdem die Eigentümer des Oberhauses mehrfach gewechselt hatten (u. a. von Steckenberg, von Calenberg), erwarb 1781 der letzte Vogt von Elspe, Gisbert Moritz Konrad Vogt von Elspe genannt Voss zu Rodenberg, damals Eigentümer des Unterhauses, das Oberhaus durch Kauf von der Äbtissin Caroline von Dalwigk zu Neuenheerse. Damit war die Vereinigung von Ober- und Niederbamenohl vollzogen. Im Winter 1784 wurden die Gebäude des Gutes Oberbamenohl abgerissen.
Die Nichte des letzten Vogts von Elspe, Christine Anna Luise Gisbertine von Bodelschwingh (* 1766 auf Haus Bodelschwingh; † 1833 ebenda), erbte bei dessen Tod im Jahr 1800 Oevinghausen, Schwerte, Westhemmerde, Werl, Bamenohl und Borghausen. Durch ihre Heirat mit Karl Wilhelm Georg von Plettenberg (* 1765 auf Haus Heeren; † 1850 auf Gut Drais), Erbmarschall der Grafschaft Mark, Großkomtur der Deutschordensballei Utrecht und Großmeister des Freimaurerordens, gelangte Haus Bamenohl 1788 wieder in das Eigentum der Familie von Plettenberg. Nach dem Tod seiner Frau im Jahr 1833 heiratete er 1834 im Alter von fast 70 Jahren in zweiter Ehe die 25-jährige Erbtochter seines Halbbruders Adolf, Bertha Freiin von Plettenberg (* 1808 in Sedan; † 1845 in Bodelschwingh).
Sein Sohn aus erster Ehe, Gisbert von Bodelschwingh-Plettenberg (* 1790 in Bodelschwingh; † 1866 ebenda), erbte Bamenohl, Borghausen, Bodelschwingh, Schwarzenberg, Haus Rodenberg, Haus Schörlingen bei Waltrop, sowie Burg Geretzhoven, Haus Katz und Katzcherhof im Herzogtum Jülich, Teschendorf in Hinterpommern, Gut Drais im Herzogtum Nassau und Huis Loowaard in der Provinz Gelderland. Er wurde 1826 auf Lebenszeit in das Herrenhaus des westfälischen Provinziallandtags gewählt.

### 19. und 20. Jahrhundert

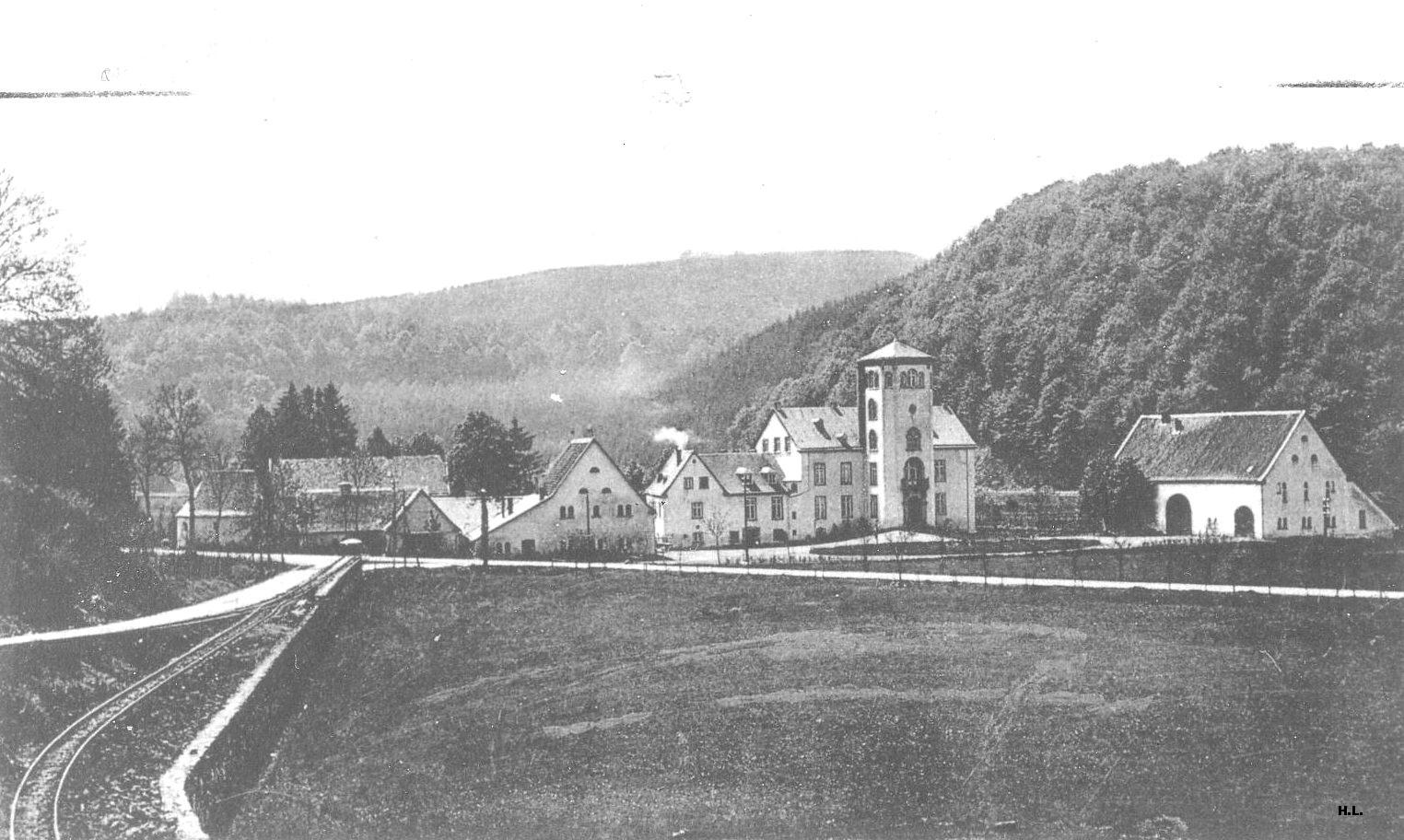
Haus Bamenohl um 1900

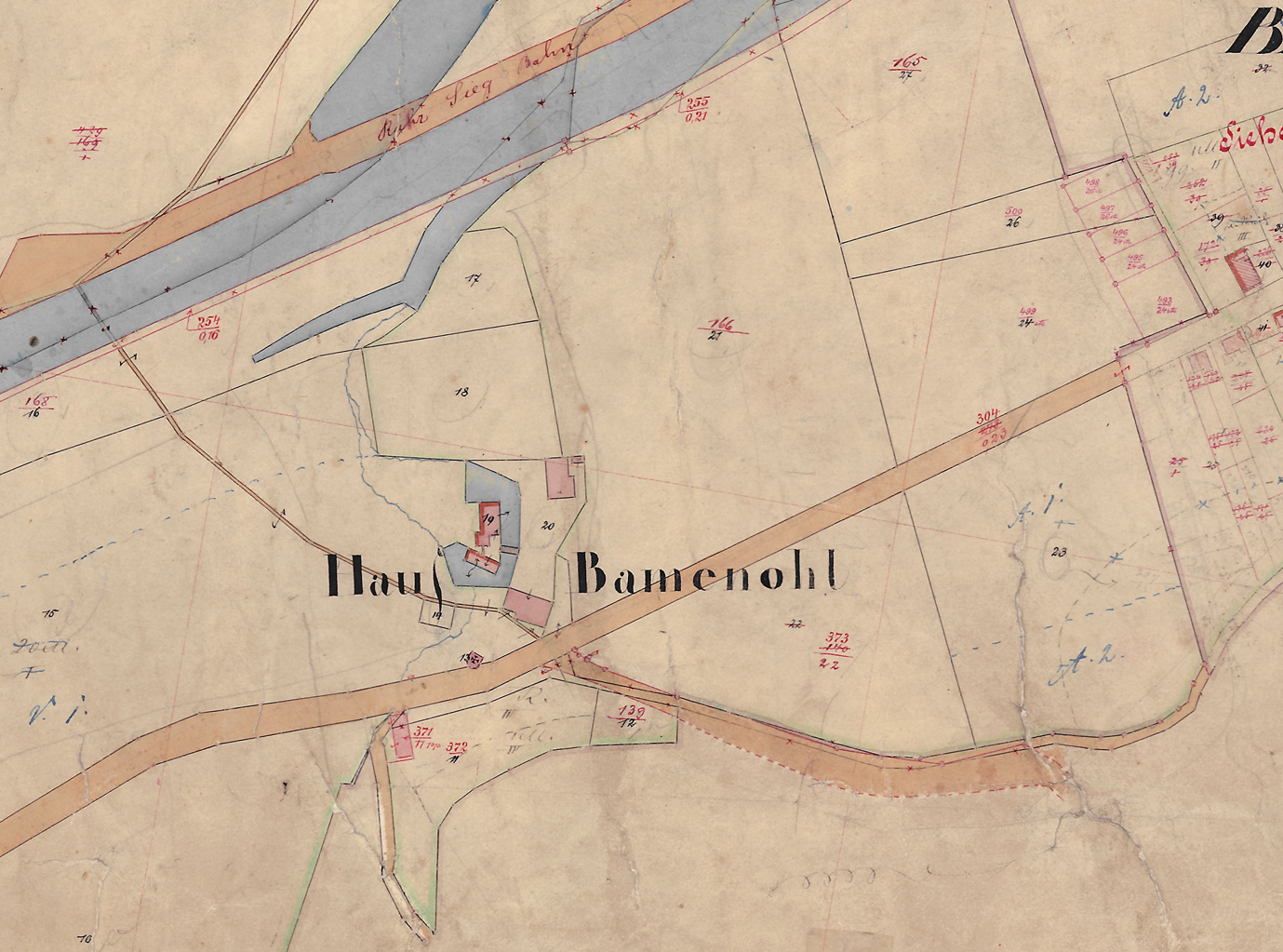
Haus Bamenohl auf der Urkatasterkarte von 1830

Die Ruinenreste des Hauses Oberbamenohl wurden 1851 von Gisberts Sohn Graf Carl Gisbert Wilhelm von Bodelschwingh-Plettenberg (* 1821 auf Burg Geretzhoven; † 1907 auf Bodelschwingh) beseitigt. Er ließ auch den Wassergraben zuschütten, der das Anwesen von drei Seiten umgab. Außerdem baute er 1851 bis 1853 mit Hilfe des königlichen Hofbaumeisters Max Joseph Custodis das Haus Niederbamenohl (das heutige Schloss) auf seine heutigen Gestalt aus. Insbesondere errichtete er den Turm, legte den Park und den späteren Kraftwerksgraben an. Am Turmportal befinden sich noch heute das Wappen seiner Familie sowie das seiner Frau Eugenie von Quadt-Wyckrath-Hüchtenbrock.
Nach dem Tod seines Vaters übersiedelte Carl 1866, wie testamentarisch bestimmt, nach Haus Bodelschwingh und übergab Haus Bamenohl seinem Bruder Adolf Eugen Ludwig von Bodelschwingh-Plettenberg (* 1826 auf Geretzhoven; † 1902 in Heeren). Dieser hatte 1856 seine Kusine Bertha von Plettenberg-Heeren (* 1832; † 1900) geheiratet, Besitzerin der Güter Heeren, Hilbeck, Werve und Hahnen.
In den folgenden Generationen wurde das Gebäude lediglich als Sommersitz der Familie genutzt, die auf Haus Heeren lebte. 1902 erbte Graf Friedrich von Plettenberg-Heeren (* 1863 auf Haus Heeren; † 1924 ebenda) den Besitz. Sein Sohn, Graf Wilhelm-Adolf von Plettenberg-Heeren (* 1902 auf Haus Heeren; † 1950 in Hamm) löste kurz nach dem Tod seines Vaters 1924 den Fideikommiss Heeren auf. Die Güter Heeren, Hilbeck, Bamenohl und Weuspert wurden daher nach seinem Tod unter seinen vier Söhnen aufgeteilt. Sie werden bis heute von der Familie Plettenberg bewohnt. Nach Bamenohl wurde in den letzten Jahren des Zweiten Weltkrieges eine Abteilung der Mannesmannröhren-Werke aus Düsseldorf. Nach dem Krieg diente das Schloss als Flüchtlingsunterkunft, später erfolgte der Umbau in ein Seniorenheim.
1950 trat Wilhelm-Adolfs jüngster Sohn, Johann Adolf („Hanno“) Freiherr von Plettenberg das Erbe noch minderjährig an. Das Seniorenheim zog 1967 aus und hinterließ ein stark heruntergekommenes Gebäude. Ab 1988 begann eine sukzessive Renovierung des Schlosses und der drei Hofgebäude. Dabei wurden zuerst die drei großen Repräsentationsräume hergerichtet und in den folgenden Jahren von der Neuapostolische Kirchengemeinde genutzt. 2005 zog die Eigentümerfamilie aus dem benachbarten Forsthaus wieder in das Schloss.

## Heutige Nutzung
Das gesamte Ensemble von Schloss, Hofgelände und Park mit Teichen steht seit 1988 unter Denkmalschutz. Das Schloss ist weiterhin bewohnt, einzelne Räume können nach Absprache besichtigt werden. Seit dem Auszug der Kirchengemeinde können die Räumlichkeiten im Erdgeschoss zudem für Veranstaltungen gemietet werden. Auch standesamtliche Trauungen sowie die Übernachtung in einer Ferienwohnung sind im Schloss möglich. Zu einer beliebten Veranstaltung haben sich die jährlichen Open-Air-Konzerte am dritten Wochenende im August entwickelt.